# Saint-Hubert (Mosela)
Saint-Hubert é uma comuna francesa na região administrativa do Grande Leste, no departamento de Mosela. Estende-se por uma área de 16.04 km², e possui 239 habitantes, segundo o censo de 2018, com uma densidade de 15 hab/km².